# Sottogruppo degli anfiboli di sodio
Il sottogruppo degli anfiboli di sodio è un sottogruppo di minerali appartenente al gruppo degli idrossi-fluoro-cloro-anfiboli definito dall'IMA nel 2012.
I minerali che fanno parte del sottogruppo sono i seguenti:
- glaucophane
- eckermannite
- nybøite
- leakeite
- ferro-glaucophane
- ferro-eckermannite
- ferro-nybøite
- ferro-leakeite
- magnesio-riebeckite
- magnesio-arfvedsonite
- ferri-nybøite
- ferri-leakeite
- riebeckite
- arfvedsonite
- ferro-ferri-nybøite
- ferro-ferri-leakeite
- mangano-ferri-eckermannite
- fluoro-nybøite
- ferri-fluoro-leakeite
- ferro-ferri-fluoro-leakeite
- fluoro-leakeite
- potassic-ferri-leakeite
- potassic-mangani-leakeite
- fluoro-riebeckite
- magnesio-riebeckite
- magnesio-arfvedsonite
- magnesio-fluoro-arfvedsonite
- potassic-arfvedsonite
- potassic-magnesio-fluoro-arfvedsonite